# Acroloxus
Genre
Acroloxus est un genre de mollusques gastéropodes.
Le genre Acroloxus a été créé par Henrik Henriksen Beck (1799-1863) en 1837.

## Liste des espèces
Selon World Register of Marine Species (11 fév. 2017) :
- Acroloxus anatolicus Schütt in Schütt & Kavuşan, 1984 †
- Acroloxus coloradensis (J. Henderson, 1930)
- Acroloxus croaticus (Brusina, 1902) †
- Acroloxus decussatus (Reuss in Reuss & Meyer, 1849) †
- Acroloxus deperditolacustris (Gottschick, 1911) †
- Acroloxus egirdirensis Shirokaya, Kebapçi, Hauffe & Albrecht, 2012
- Acroloxus involutus (Pavlović, 1903) †
- Acroloxus lacustris (Linnaeus, 1758)
- Acroloxus michaudi (Locard, 1878) †
- Acroloxus oblongus (Lightfoot, 1786)
- Acroloxus pseudolacustris Glöer & Pešić, 2012
- Acroloxus shadini Kruglov & Starobogatov, 1991
- Acroloxus ucrainicus Gozhik & Prysjazhnjuk, 1978 †